# 두샨타
두샨타(산스크리트어: दुष्‍यंत)는 고전 인도 신화의 위대한 왕으로, 샤쿤탈라의 남편이자 바라타의 아버지이다. 마하바라타와 희극 샤쿤탈라에 등장한다. 두샨타는 일리나와 라탄타라의 아들이자 하스티나푸라의 왕인 동시에 쿠루 왕조의 조상이였으며 리쉬 칸바의 암자에서 샤쿤탈라를 만나 나중에 그녀와 결혼하였다. 두샨타와 샤쿤탈라에게는 바라타라는 아들이 있었는데 바라타는 나중에 황제가 되었다.